# Виноградовка (Кизилжарський район)
Виногра́довка (каз. Виноградов) — село у складі Кизилжарського району Північноказахстанської області Казахстану. Адміністративний центр Виноградовського сільського округу.
Населення — 515 осіб (2021; 689 у 2009, 919 у 1999, 1043 у 1989).
Національний склад станом на 1989 рік:
- росіяни — 77 %.